# Air Tanzania
Air Tanzania Company Limited (ATCL) (Swahili: Kampuni ya Ndege ya Tanzania) è la compagnia di bandiera della Tanzania, basata a Dar es Salaam con hub al Julius Nyerere International Airport.
È stata fondata come Air Tanzania Corporation (ATC) nel 1977 dopo lo scioglimento della East African Airways ed è stata membro dell'African Airlines Association sin dal suo inizio. La compagnia aerea era interamente di proprietà del governo della Tanzania fino al 2002, quando è stata parzialmente privatizzata in collaborazione con South African Airways, ma il governo ha riacquistato le azioni nel 2006, rendendola ancora una volta una società governativa interamente controllata.
Nel 2016, il governo della Tanzania sotto il presidente Magufuli ha avviato una nuova campagna per rilanciare la compagnia di bandiera acquisendo ulteriori velivoli da Bombardier e Boeing. La compagnia aerea intendeva inoltre raddoppiare la sua flotta a 14 aeromobili entro il 2022 e aumentare le sue rotte a lungo raggio e regionali.

## Storia

### Air Tanzania Corporation (1977–2002)
Air Tanzania Corporation (ATC) è stata fondata l'11 marzo 1977 dopo il fallimento della East African Airways (EAA), che serviva in precedenza la regione.
Secondo Andy Chande, il presidente fondatore del consiglio di amministrazione, la Tanzania e l'Uganda non avevano ricevuto una quota equa dei beni dell'ex vettore nonostante fossero partner alla pari. La compagnia aerea ha iniziato le operazioni con un Douglas DC-9-32 noleggiato da Kenya Airways e ha acquistato altri due Boeing 737, finanziati da una banca statunitense. Nel 1980 sono stati aggiunti quattro Fokker F27 e quattro DHC-6-300 Twin Otter. A causa della minore domanda, due dei Fokker 27 furono dismessi nel 1981.
Nel maggio 1991, Air Tanzania ha iniziato ad operare con un Boeing 767-200ER noleggiato da Ethiopian Airlines, ma questo aereo si è rivelato troppo grande ed è stato restituito al locatore nel febbraio 1992. La compagnia aerea ha registrato un profitto di US $ 650.000 nel 1994.
Durante gli anni novanta, l'acronimo ATC della compagnia aerea è stato chiamato umoristicamente "Any Time Cancellation" (Cancellazione in qualsiasi momento) a causa del suo programma di volo imprevedibile.

### Alliance Air

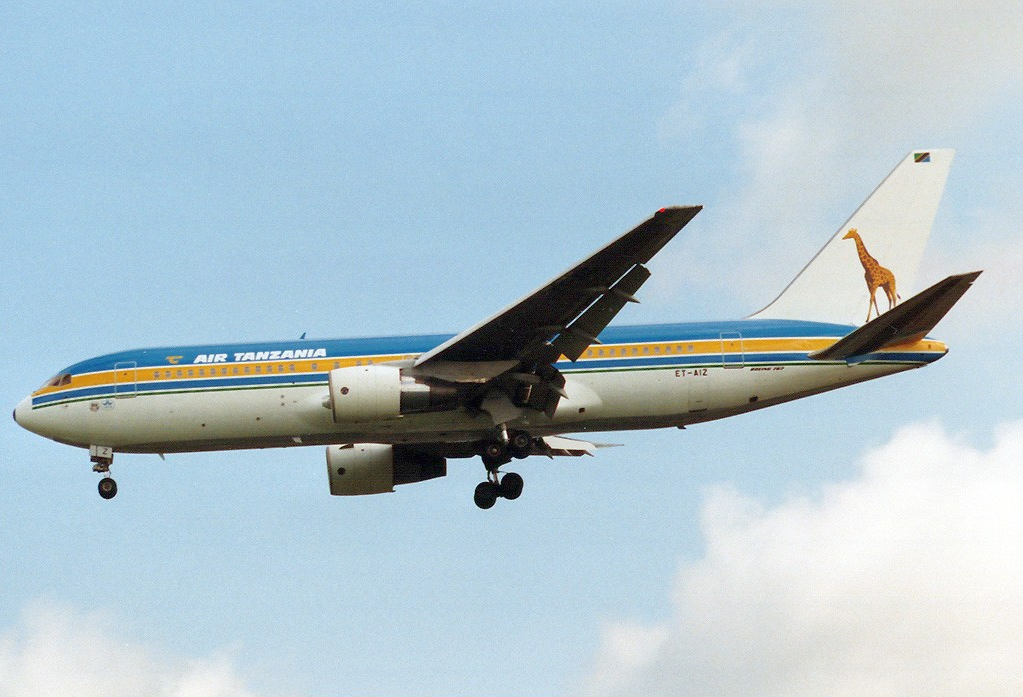
Boeing 767-200ER nella colorazione originaria

Nel 1994, Air Tanzania si è unita a Uganda Airlines e South African Airways (SAA) per formare Alliance Air, nella quale Air Tanzania deteneva una quota del 10%. Questa alleanza ha cessato le operazioni nell'ottobre 2000 dopo aver accumulato perdite di circa 50 milioni di dollari. Le perdite erano state finanziate da Transnet, la società madre di SAA, fino all'aprile 2000. Quando Transnet si è rifiutata di continuare a finanziare il deficit, Air Tanzania ha accusato SAA di utilizzare Alliance Air "come cavallo di Troia per rilevare le compagnie aeree nazionali nella regione». Nel febbraio 2002, il governo ha avviato il processo di privatizzazione di ATC attraverso la Commissione presidenziale per la riforma del settore parastatale. Gli annunci sono stati inseriti nei media locali, regionali e internazionali invitando potenziali offerenti. Il governo aveva approvato una struttura di transazione che includeva:

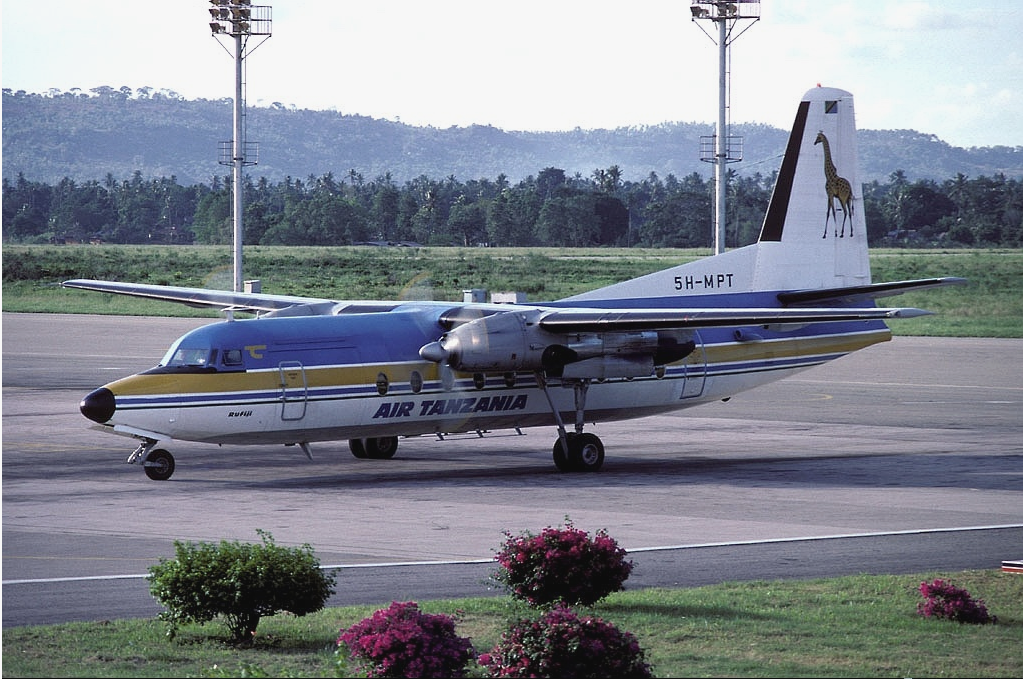
Un Fokker F27 all'aeroporto Internazionale Moi nel aprile 1986.

- Un Fokker F27 all'aeroporto Internazionale Moi nel aprile 1986.Creazione di una nuova società, "Air Tanzania Company Limited", che sarebbe stata costituita come società a responsabilità limitata ai sensi del Companies Act per rilevare le attività operative e i diritti e le responsabilità specificati di ATC.
- Una seconda nuova società, "Air Tanzania Holding Company", che sarebbe stata creata per rilevare le attività non operative e tutte le altre passività di ATC.

Otto compagnie aeree hanno presentato manifestazioni di interesse:
- Aero Asia International (Pakistan)
- Air Consult International (Irlanda)
- Comair (Sudafrica)Coda di un Boeing 737 nel 1995.

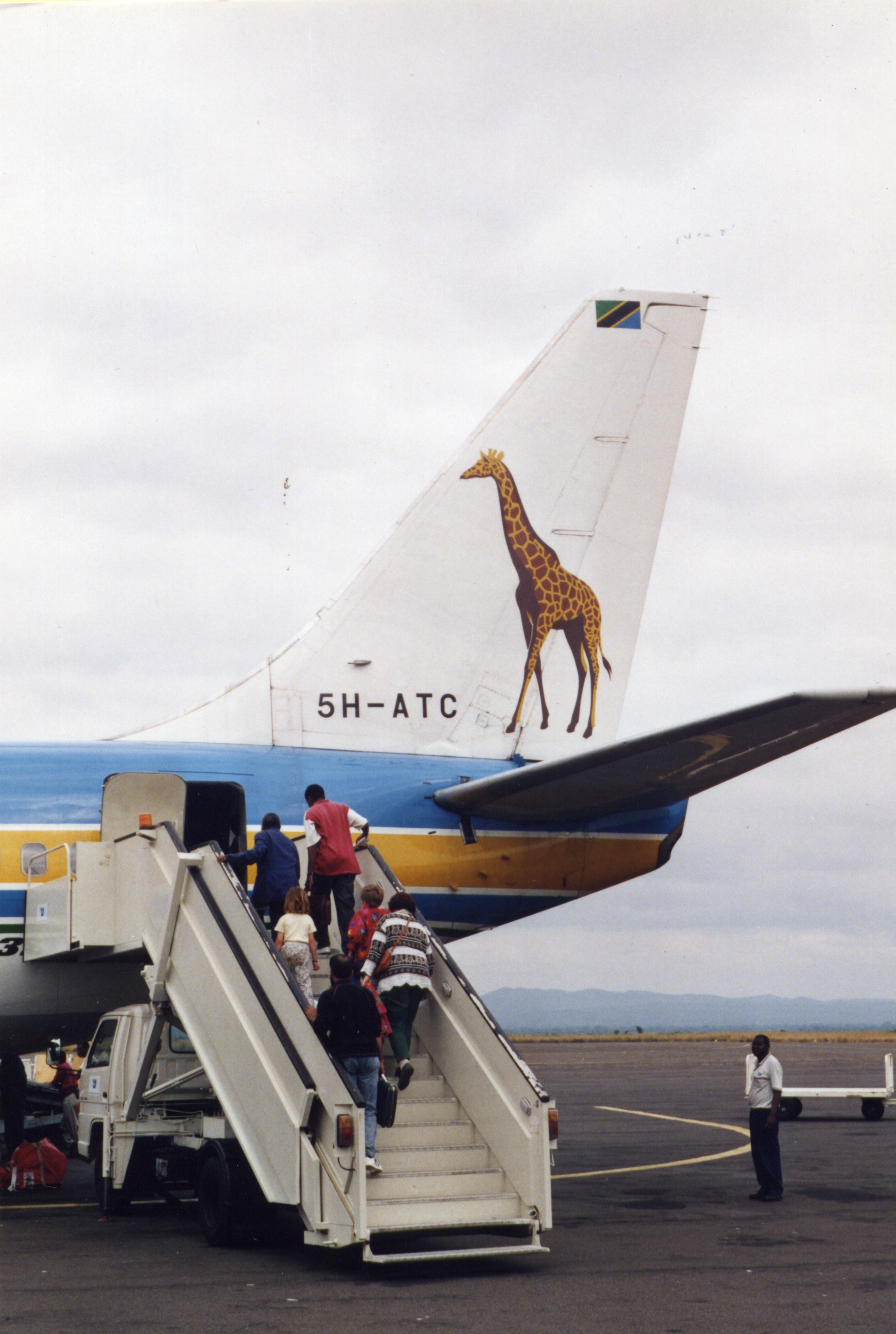
Coda di un Boeing 737 nel 1995.

- Air Gulf Falcon (Emirati Arabi Uniti)
- Kenya Airways
- Nationwide Airlines (Sudafrica)
- Precision Air (Tanzania)
- South African Airways (Sudafrica)

Delle otto compagnie aeree, quattro hanno svolto le due diligence: South African Airways, Kenya Airways, Comair e Nationwide Airlines. Al 19 settembre 2002, data di scadenza dell'offerta, solo SAA aveva presentato un'offerta. Kenya Airways e Nationwide Airlines avevano informato il governo che non intendevano presentare offerte.

### ATCL (2002–2006)

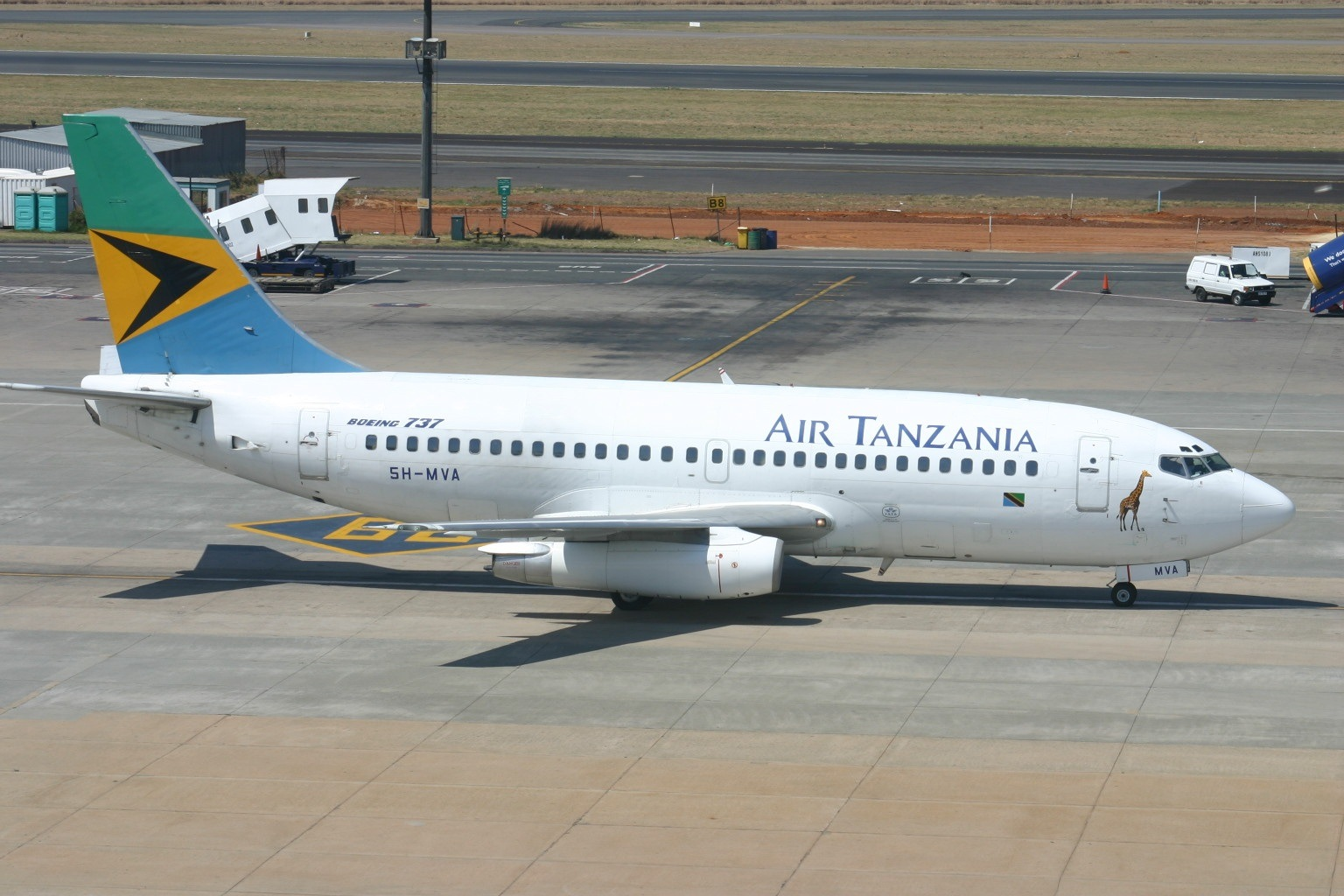
Un Boeing 737-200.

Il governo della Tanzania ha selezionato SAA come offerente vincente. Dopo aver firmato un accordo con il governo, SAA nel dicembre 2002 ha acquistato una quota del 49% di Air Tanzania Company Limited (ATCL) per 20 milioni di dollari. 10 milioni era il valore delle azioni del governo e i restanti 10 milioni erano per il conto capitale e formazione per il finanziamento del piano aziendale proposto da Air Tanzania.

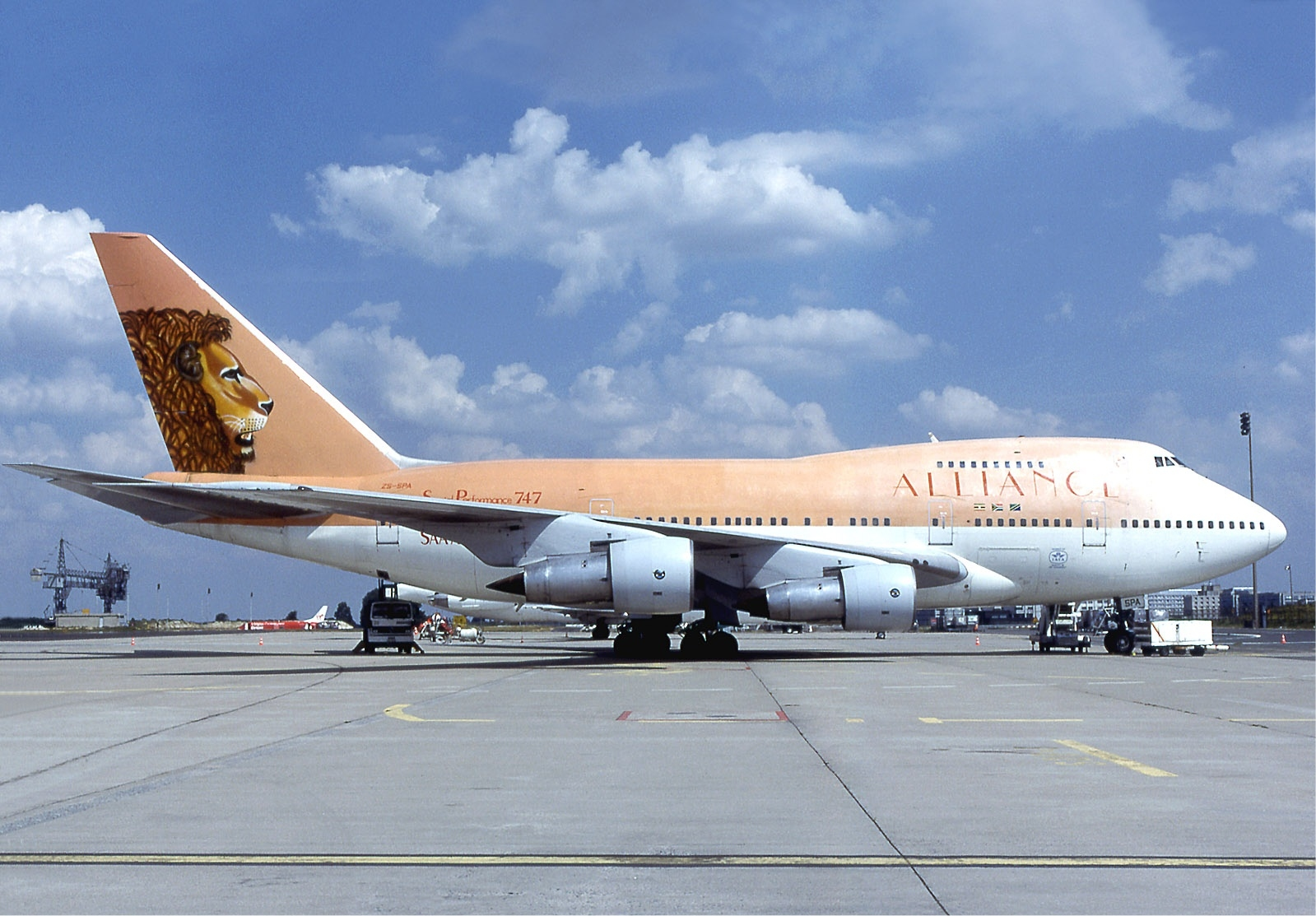
Un Boeing 747SP di Alliance Air.

In qualità di partner strategico, SAA ha pianificato di creare il suo hub dell'Africa orientale a Dar es Salaam per formare un "Triangolo d'oro" tra l'Africa meridionale, orientale e occidentale. Intendeva anche sostituire la flotta di ATCL con Boeing 737-800, 737-200 e 767-300. Prevedeva inoltre l'introduzione di rotte regionali, comprese le rotte per il Medio Oriente e l'Africa occidentale. Ci si aspettava che il governo vendesse il 10 percento della sua quota del 51 percento a un investitore privato della Tanzania, riducendo così la proprietà del governo a una partecipazione non di controllo in ATCL.
La nuova compagnia Air Tanzania è stata lanciata il 31 marzo 2003, offrendo voli diretti tra Johannesburg e Dar es Salaam, ma anche Zanzibar e Kilimangiaro.
Air Tanzania ha registrato una perdita ante imposte di quasi 7,3 milioni di dollari nel primo anno successivo alla privatizzazione. La perdita è stata attribuita principalmente all'impossibilità di espandere la rete in modo così rapido ed esteso come originariamente previsto. Si era sperato di lanciare servizi verso Dubai, India ed Europa, ma questi sono stati ritardati poiché Air Tanzania aveva solo Boeing 737-200 nella sua flotta. Anche lo sviluppo di Dar es Salaam come hub dell'Africa orientale per l'alleanza SAA non è proceduto rapidamente come previsto.

Air Tanzania ha sospeso il 31 gennaio 2005 uno dei suoi pochi servizi regionali, Dar es Salaam-Nairobi, a seguito dell'intensa concorrenza di Kenya Airways sulla rotta. La compagnia aerea, tuttavia, ha ribadito l'intenzione di lanciare entro un anno servizi di lungo raggio da Dar es Salaam a Dubai, Londra, Mumbai e Mascate.
Il governo della Tanzania ha annunciato il 31 marzo 2006 che avrebbe ceduto ATCL dopo quattro anni di perdite, pari a 24,7 miliardi di TZS. Il direttore generale dell'Autorità per l'aviazione civile della Tanzania, Margaret Munyagi, ha dichiarato: "Air Tanzania è in uno stato peggiore rispetto a prima che fosse rilevata da SAA". SAA, tuttavia, ha affermato che il governo della Tanzania "non era serio" per non aver rilasciato circa 30 milioni di dollari, necessari per attuare la strategia aziendale di Air Tanzania per invertire le perdite continue.

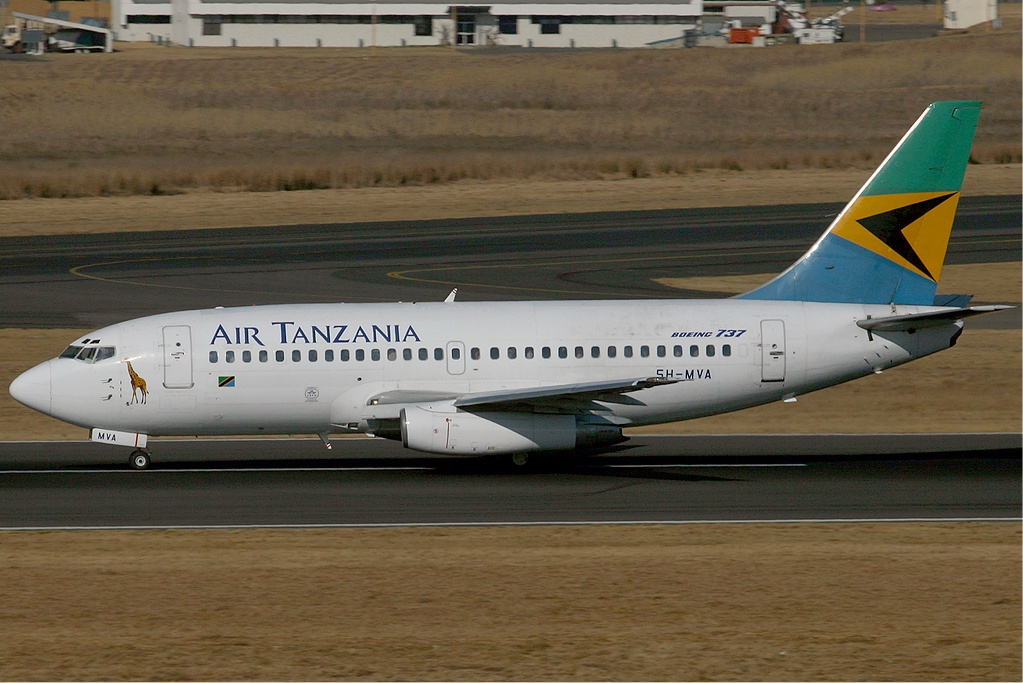
Un Boeing 737-200 all'aeroporto Internazionale O.R. Tambo nel luglio 2006.

Logo ATCL sotto la gestione di SAA.

Il 7 settembre 2006, il governo della Tanzania ha acquistato la quota del 49% di SAA in ATCL per 1 milione di dollari USA, interrompendo ufficialmente la sua partnership con SAA. L'impresa è fallita a causa dei diversi interessi dei partner nel business.

### Il rilancio di ATCL (2007-2015)
Dopo che la partnership tra Air Tanzania e South African Airways (SAA) è stata ufficialmente interrotta, il governo ha stanziato 13 miliardi di TZS affinché Air Tanzania iniziasse a utilizzare il proprio stock di biglietti (numero 197) invece dello stock di SAA (numero 083), cambiando sistemi di entrate e servizi di rifornimento, preparazione di biglietteria elettronica e sistemi di contabilità, utilizzo di un nuovo marchio e compensazione dei debiti insoluti. Il presidente Jakaya Kikwete ha nominato Mustafa Nyang'anyi, un politico veterano e ambasciatore diplomatico, presidente del consiglio di amministrazione, e l'ex direttore generale del Fondo pensioni parastatale David Mattaka come amministratore delegato e amministratore delegato.
In concomitanza, il governo ha iniziato a cercare un altro partner privato per gestire la compagnia aerea. Le prime discussioni sono iniziate con China Sonangol International Limited nel 2007, tuttavia non hanno avuto successo e si sono concluse nel 2010. dal 1º luglio 2007, ATCL ha iniziato a utilizzare il proprio stock di biglietti e ha iniziato ad operare come compagnia aerea interamente controllata dal governo
La commissione parlamentare per le infrastrutture economiche ha espresso preoccupazione per la mancanza di fondi destinati ad ATCL. Secondo l'opposizione, la compagnia aerea aveva debiti per un importo di 4 milioni di dollari USA nei confronti di SAA. Un membro dell'Assemblea nazionale della Tanzania ha anche chiesto al governo di chiedere un risarcimento alla SAA per aver portato in Sudafrica i pezzi di ricambio degli aerei dall'hangar di Air Tanzania all'aeroporto Internazionale del Kilimangiaro.

#### Rebranding
Air Tanzania è stata rilanciata nel settembre 2007 dopo lo scioglimento della partnership con SAA e con due Boeing 737-200 in leasing nella sua flotta. Il nuovo marchio rappresentava il nome della compagnia, il Monte Kilimangiaro e le destinazioni internazionali della compagnia aerea. L'introduzione del nuovo logo su un Airbus A320 preso a noleggio recava l'immagine dell'imponente giraffa, l'icona nazionale della Tanzania, per sostituire il simbolo della bandiera della South African Airways. Il 1º ottobre 2007, la rinnovata Air Tanzania ha effettuato il suo volo inaugurale sulla rotta da Dar es Salaam a Mwanza.
Nel febbraio 2008, il vettore ha acquisito due De Havilland Canada Dash DHC 8-300. Nel dicembre 2008, l'Autorità per l'aviazione civile della Tanzania (TCAA) ha ritirato il certificato di operatore aereo di Air Tanzania perché la compagnia aerea non era riuscita a soddisfare gli standard dell'Organizzazione internazionale dell'aviazione civile. Due settimane dopo, l'International Air Transport Association ha vietato al vettore aereo tutte le operazioni e ha informato tutte le agenzie di viaggio e le altre compagnie aeree di interrompere tutte le transazioni con Air Tanzania fino a nuovo avviso. Il certificato è stato ripristinato nel gennaio 2009, sia il TCAA che Air Tanzania hanno affermato che non c'erano mai stati dubbi sull'aeronavigabilità dei suoi aerei. Nel 2009, Air Tanzania ha trasportato 60.018 passeggeri, Precision Air ha trasportato 583.000 passeggeri e Coastal Aviation 141.995 passeggeri.
Una volta falliti i colloqui con China Sonangol International limited, notizie di stampa nel luglio 2010 indicavano che Air Tanzania stava discutendo con Air Zimbabwe per stabilire accordi di collaborazione di gestione ampi e sostanziali. È stato riferito che entrambe le compagnie aeree erano alla ricerca di partner strategici per sostenere le loro operazioni, che erano in declino nell'ultimo decennio.

#### Declino
Dal 2011 al 2015, la compagnia aerea è stata in un periodo di costante declino, interrompendo le operazioni più volte a causa della mancanza di aeromobili. Air Tanzania è stata effettivamente messa a terra nel marzo 2011, dopo che il suo unico aereo operativo rimasto, un Bombardier Q300, era stato inviato in Sudafrica per manutenzione, lasciando il vettore bloccato a causa della sua incapacità di prevedere contratti di locazione di aeromobili adeguati. A quel tempo, l'altro Bombardier Q300 stava subendo un importante c-check presso l'hangar di ATCL a Dar es Salam, bloccato lì a causa della mancanza di fondi per importare pezzi di ricambio dall'estero. Air Tanzania ha ripreso a volare nel novembre 2011 in seguito alla restituzione dell'aereo. La manutenzione è costata 1 milione di dollari, ma altre spese accumulate hanno portato il conto totale a 3 milioni di dollari, che il governo della Tanzania ha pagato nel settembre 2011.
La compagnia aerea ha assicurato al pubblico che non avrebbe mai più cessato le operazioni e che sarebbero stati acquistati altri velivoli negli anni successivi, secondo il piano aziendale condiviso con i media. Il 21 novembre 2011, Air Tanzania ha avviato trattative con Export Development Canada (EDC) per esplorare come EDC avrebbe potuto aiutare la compagnia aerea ad acquisire alcuni velivoli da Bombardier. Tali negoziati, tuttavia, fallirono a causa dell'ingente ammontare di debiti della compagnia aerea.
Alla fine del 2012, il controllore e revisore dei conti generale della Tanzania, Ludovick Utouh, ha raccomandato il procedimento penale a tre ex dirigenti di ATCL per il noleggio nel 2007 dell'Airbus A320 da Wallis Trading Company, una società libanese. Il revisore generale ha affermato che c'è stata una massiccia appropriazione indebita e cattiva gestione del contratto di leasing, che ha portato a un debito accumulato di 41,4 milioni di dollari all'ottobre 2012, il tutto garantito dal governo. L'aereo è stato in possesso di ATCL per 48 mesi, ma ha trascorso 41 di quei mesi in Francia per lavori di manutenzione.

Nella ricerca della compagnia aerea di un nuovo partner, nel gennaio 2013 il presidente della Al Hayat Development and Investment Company (AHDIC), lo sceicco Salim Al-Harthyan, ha annunciato un piano per investire 100 milioni di dollari in Air Tanzania, tramite una società di investimento dell'Oman. Il denaro sarebbe stato utilizzato per costruire un centro di addestramento aereo e uffici per Air Tanzania, acquistare aerei e impegnarsi in altre attività di sviluppo che sarebbero iniziate prima della fine del 2013. Nell'agosto 2013, AHDIC ha promesso di fornire quattro Embraer 175 e quattro Bombardier ad Air Tanzania. Lo sceicco ha anche affermato che l'investimento originario di 100 milioni di dollari sarebbe aumentato gradualmente. Nel maggio 2014, i media hanno riferito che non erano stati compiuti progressi e che AHDIC sarebbe potuta non essere una vera azienda.

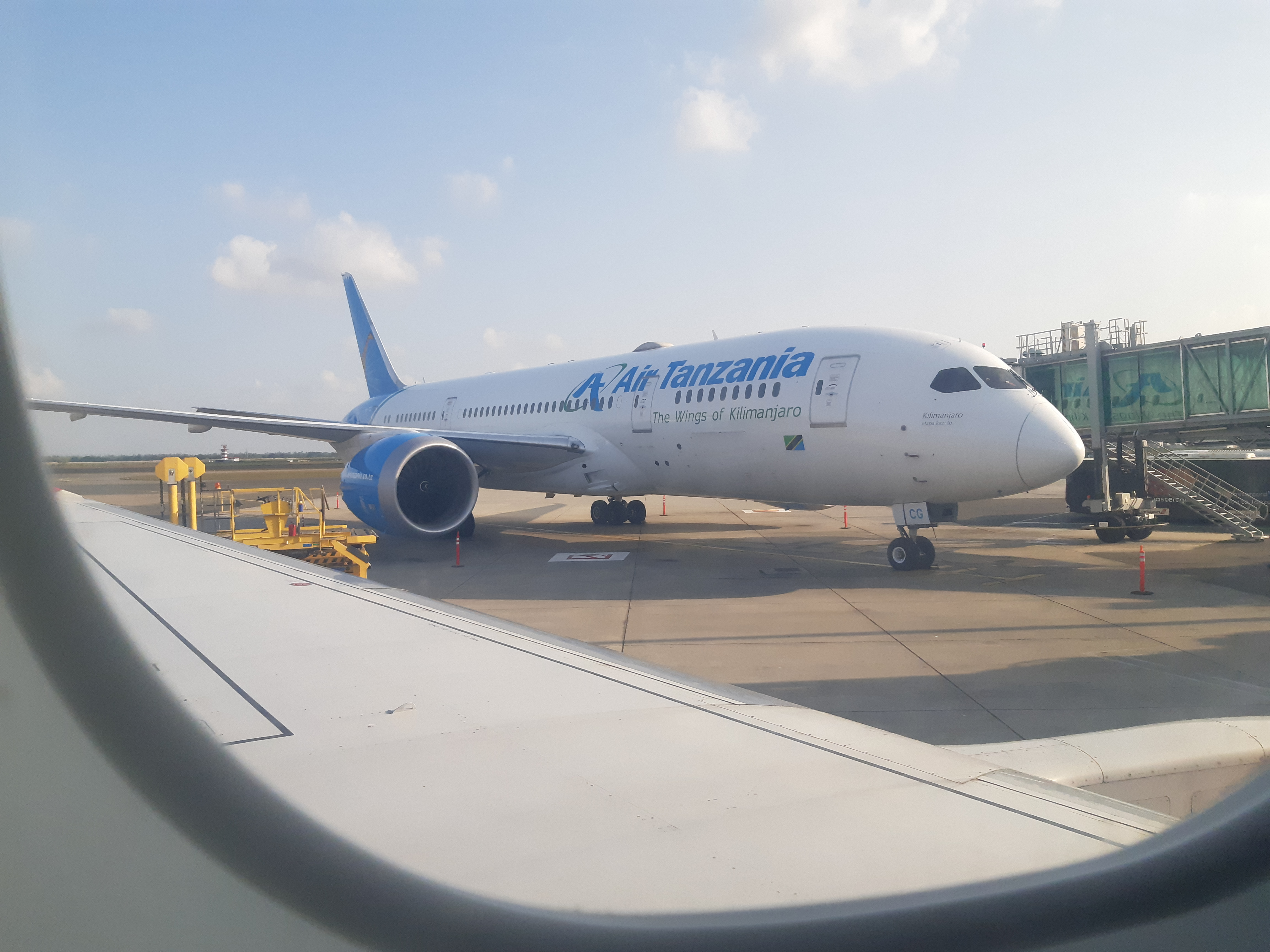
Un Boeing 787-8

### Rinascita (2016-presente)
Con il suo nuovo governo in carica, il presidente John Magufuli ha promesso di ripristinare la compagnia aerea. Nel maggio 2016 il governo ha annunciato l'intenzione di acquistare due velivoli nel 2016 e altri due nel 2017. Il 15 settembre 2016, il presidente ha nominato Ladislaus Matindi direttore generale della Air Tanzania Company Limited.

Nel settembre 2016, il governo della Tanzania, attraverso la sua Tanzania Government Flight Agency (TGFA), ha preso in consegna due velivoli turboelica Bombardier Q400 all'aeroporto Internazionale Julius Nyerere di Dar es Salaam.

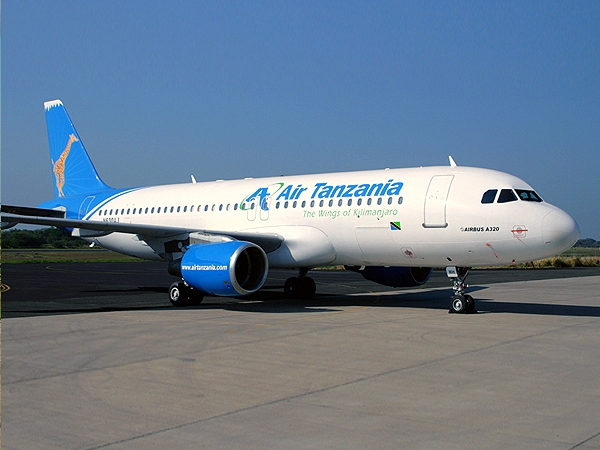
Un Airbus A320 in noleggio

Il 2 dicembre 2016, Bombardier Commercial Aircraft ha annunciato che il governo della Tanzania, agendo attraverso il suo TGFA, aveva firmato accordi di acquisto per due Bombardier CS300 e un turboelica Q400.

Il TGFA ha anche ordinato due Boeing 787 Dreamliner del valore di 224,6 milioni di dollari a prezzi di listino.

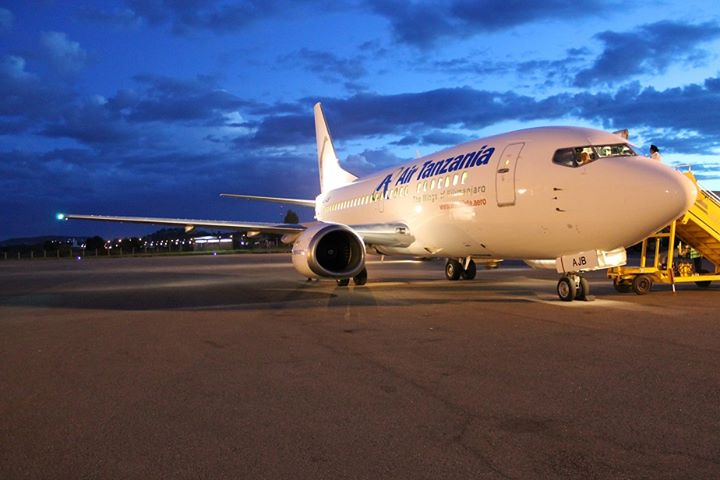
Un Boeing 737-500

Il 2 aprile 2018, Air Tanzania ha ricevuto il suo terzo e ultimo Q400. Questo aereo doveva essere consegnato nell'agosto 2017, ma la consegna è stata ritardata dopo essere stato sequestrato dall'appaltatore canadese Sterling a seguito della riluttanza del governo tanzaniano a saldare un debito di 38,7 milioni di dollari assegnato all'appaltatore dalla Corte internazionale di arbitrato nel 2010. A marzo 2018, la situazione legale è stata messa sotto controllo e l'aereo sequestrato è stato rilasciato.
L'8 luglio 2018, Air Tanzania ha preso in consegna un Boeing 787 Dreamliner, da impiegare sui voli intercontinentali. Tutti i nuovi aeromobili operati dalla compagnia aerea sono di proprietà dell'Agenzia di volo governativa che poi li affitta alla compagnia aerea.

Air Tanzania ha ricevuto il suo primo Airbus A220-300, registrato 5H-TCH, nel dicembre 2018. La compagnia aerea è diventata il primo operatore africano di questo tipo di aeromobile e la quinta compagnia aerea a livello mondiale con un aereo della famiglia A220.

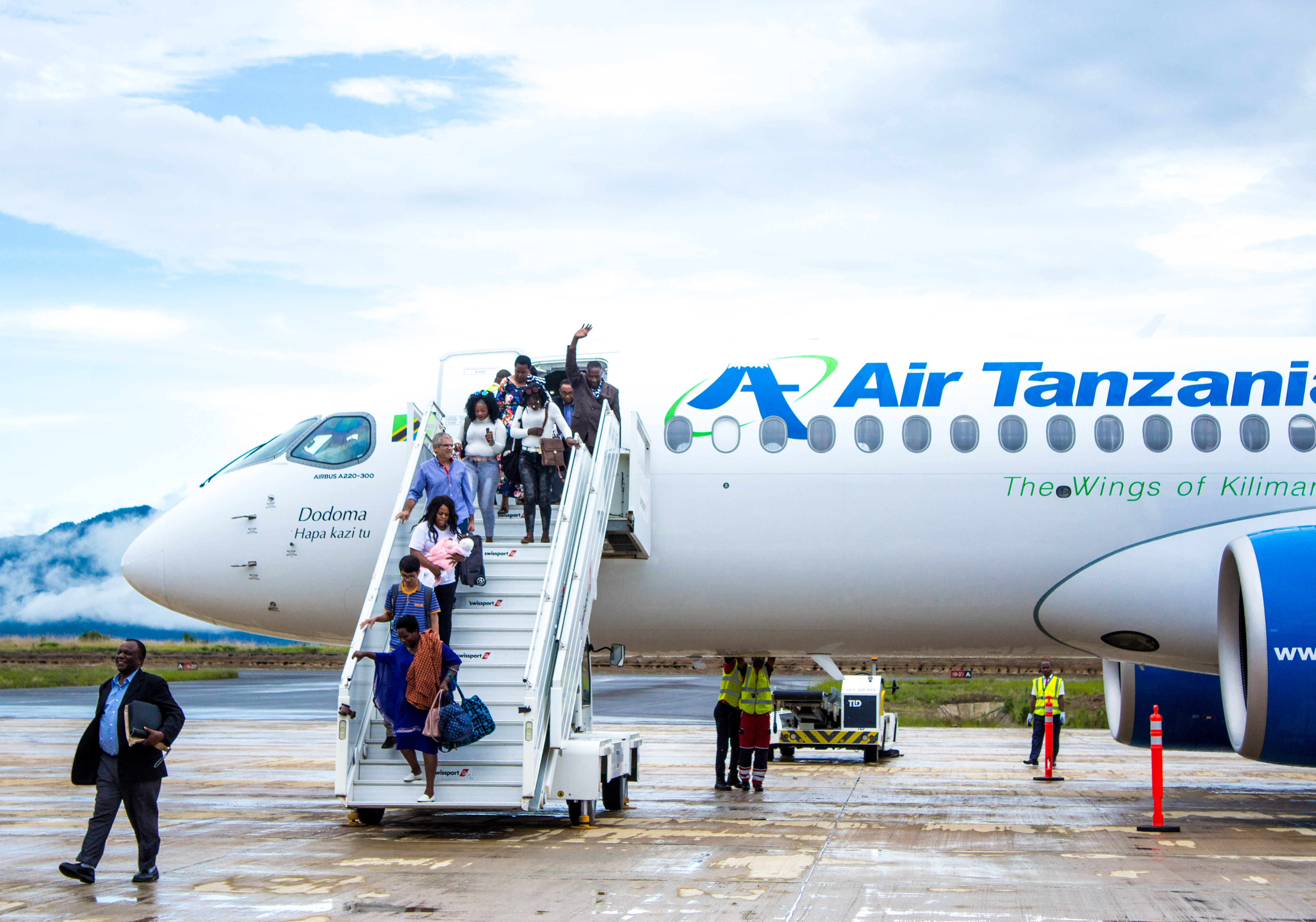
Sbarco di passeggeri da un Airbus A220-300.

Nei mesi di giugno e luglio 2019, la compagnia aerea ha avviato nuove rotte verso Johannesburg, in Sudafrica e Mumbai, in India. Queste rotte sono gestite dall'Airbus A220-300 e dal Boeing 787-8.
Nell'agosto 2019, uno degli Airbus 220 è stato sequestrato all'aeroporto internazionale OR Tambo di Johannesburg a causa di un debito non saldato nei confronti del governo della Tanzania. La compagnia aerea ha successivamente sospeso tutti i voli per il Sudafrica, citando problemi di sicurezza per attacchi xenofobi.

Nel 2021, Air Tanzania ha effettuato un ordine con Boeing per un 787-8 Dreamliner, un 767-300 Freighter e due 737 MAX.

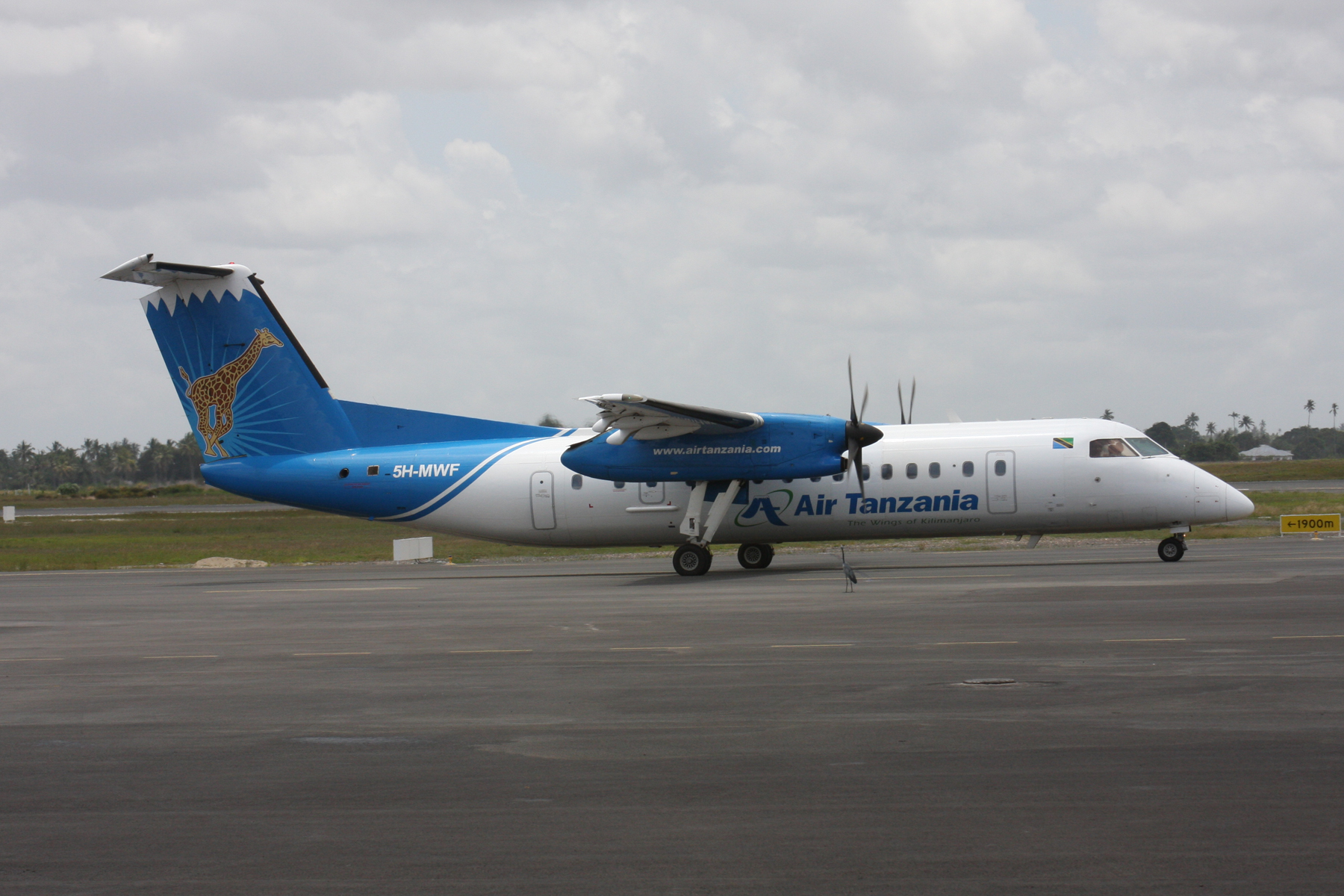
Un De Havilland Canada DHC-8-300.

## Identità aziendale

### Proprietà
Air Tanzania è interamente di proprietà del governo della Tanzania. Il consiglio di amministrazione comprende amministratori nominati dal governo ed è stato criticato per non avere "un solo membro con esperienza in materia di aviazione".

### Situazione finanziaria
Nell'aprile 2021, il controllore e revisore generale ha avvertito che i voli di Air Tanzania verso l'estero correvano il rischio di essere fermati a causa degli enormi debiti contratti dalla compagnia. È stato affermato che la società ha subito perdite per TSh.150 miliardi (US$ 65 milioni) dal 2016. Tuttavia, il mese successivo il governo della Tanzania ha annunciato un piano di salvataggio di 194 milioni di dollari per la compagnia aerea.
Nell'aprile 2022, la CDO ha sollevato segnali di avvertimento sulla corretta manutenzione della flotta di Air Tanzania, citando debiti di manutenzione in sospeso di TSh.74,09 miliardi (US$ 31,9 milioni) per il 2019/20 e il 2020/21.

## Destinazioni
Al 2022, Air Tanzania collega la Tanzania con Burundi, Cina, Comore, India, Sudafrica, Uganda, Zimbabwe e Zambia.

### Accordi commerciali
Al 2022, Air Tanzania ha accordi di code sharing con Air India.

## Flotta

### Flotta attuale
Ad ottobre 2024 la flotta di Air Tanzania è così composta:

### Flotta storica
Air Tanzania operava in precedenza con i seguenti aeromobili:

## Incidenti
- 1 marzo 2010: un Boeing 737-200 (5H-MVZ) è uscito dalla pista bagnata dell'aeroporto di Mwanza durante l'atterraggio. Il carrello anteriore ha ceduto e il motore destro è stato danneggiato ma nessuno ha riportato ferite. La società, visti i costi per la riparazione dell'aeromobile, ha optato in seguito per la sua demolizione.[52]
- 9 aprile 2012: un de Havilland Canada DHC-8-311Q (5H-MWG) è uscito di pista durante la fase di decollo all'aeroporto di Kigoma. Nessun ferito, ma l'aeroplano è stato danneggiato in modo irreparabile.[53]